# K oblakům vzhlížíme
K oblakům vzhlížíme je český filmový dokument z roku 2014, který natočil režisér Martin Dušek. Pojednává o mladém fanouškovi tuningu Ráďovi, který na severu Čech žije vylepšováním svého Fordu Escort. Film uvedla do kinodistribuce společnost Verbascum Imago 6. listopadu 2014.

## Recenze
- Aleš Stuchlý, Radio Wave 6. listopadu 2014: 85 % [1]

| „                                    | Koníček či sport, v němž jde o to, kdo si nejlépe vylepší auto, se tu ukazuje jako zoufalé předstírání bohatství, umělé vytváření lepšího statu quo, než na jaký hrdina reálně má. Ve filmu se bezděčně mísí absurdní komika s nevýslovným smutkem a pocitem životní prázdnoty. K oblakům vzhlížíme má sílu, jaké se [v roce 2014] nepodařilo dosáhnout žádnému českému hranému filmu; vyjma toho Václavova [Cesta ven]. | “ |
| — Kamil Fila, Respekt 25. ledna 2015 | |   |

## Ocenění
Film byl uveden v soutěži dokumentárních filmů na Mezinárodním filmovém festivalu Karlovy Vary v červenci 2014. Na Mezinárodním festivalu dokumentárních filmů Jihlava v říjnu 2014 byl uveden v kategorii Česká radost a oceněn jako nejlepší český dokument. V lednu 2015 získal Cenu české filmové kritiky za nejlepší dokument. Byl také nominován na Českého lva, ale nominaci neproměnil.